# Frederick C. Robbins
Frederick Chapman Robbins (Auburn (Alabama) Estados Unidos 25 de agosto de 1916-4 de agosto de 2003 Cleveland, Ohio Estados Unidos). Recibió el Premio Nobel de Fisiología o Medicina en 1954 junto con John Franklin Enders y Thomas Huckle Weller, lo que convirtió a Robbins en el único premio Nobel nacido en Alabama. El premio se le concedió por su trabajo pionero en el aislamiento y cultivo del poliovirus en cultivos de tejidos, allanando el camino para la vacunas desarrolladas por Jonas Salk y Albert Sabin.   
En Boston, en colaboración con J. Enders y T. Weller , desarrolló una técnica para cultivar el virus de la polio en cultivos de tejidos, participó en la creación de una vacuna contra la polio y también en el desarrollo de métodos para la detección y aislamiento de un número de otros virus. Estudió la epidemiología de la hepatitis infecciosa, tifus, fiebre Q.

## Biografía
Nació en Auburn (Alabama), el 25 de agosto de 1916. Es hijo de William J. Robbins, botánico que llegó a ser Director del Jardín Botánico de Nueva York, y de Christine, de soltera Chapman.
Creció en Columbia (Misuri), donde estudió en el instituto David H. Hickman. Estudió en la Universidad de Missouri, donde se licenció en 1936 y en 1938. En 1940 se graduó en la Facultad de Medicina de Harvard y fue nombrado médico residente de bacteriología en el Centro Médico del Hospital Infantil de Boston (Massachusetts). Allí continuó su formación hasta 1942, cuando se marchó para servir en el ejército de los Estados Unidos durante la Segunda Guerra Mundial.
Durante el servicio militar fue asignado al Decimoquinto Laboratorio Médico General como Jefe de la Sección de Virus y Enfermedades Rickettsiales y en calidad de tal prestó servicio en Estados Unidos, África del Norte e Italia. La mayor parte de su trabajo durante este periodo consistió en investigaciones sobre hepatitis infecciosa, fiebre tifoidea y fiebre Q, y en la supervisión de un laboratorio de diagnóstico de virus. También estudió la inmunología de las parotiditis (paperas). En 1945 recibió la Estrella de Bronce por Servicios Distinguidos y en el momento de su licenciamiento del Ejército en 1946 ostentaba el rango de Mayor.
Posteriormente trabajó como director del departamento de pediatría y enfermedades infecciosas del City Hospital de Cleveland.
En 1952 fue nombrado profesor de pediatría en la Universidad Case Western Reserve. En 1962 Robbins fue elegido miembro de la Academia Americana de las Artes y las Ciencias. De 1966 a 1980, Robbins fue decano de la Facultad de Medicina de Case Western.

## Premio Nobel de Medicina en 1954
Los trabajos de Weller, Enders y Robbins mejoraron las técnicas de cultivo de virus en tejidos vivos, concretamente el virus de la poliomielitis, permitiendo dar un gran paso en el manejo de estos microorganismos, produciéndose un avance en la lucha de enfermedades de etiología vírica. Estos trabajos le reportaron el Premio Nobel y permitieron que otro equipo de investigadores, de la Universidad de Pittsburg, dirigidos por Edward Salk, pudieran obtener la primera vacuna con virus muertos contra la poliomielitis.
En 1972 fue elegido miembro de la Sociedad Filosófica Americana. Se jubiló en 1980. Desde 1980 a 1985 fue presidente del Instituto de Medicina de la Academia Nacional de Ciencias de Washington D. C., e influyó en la acción para combatir la nueva epidemia del sida. En 1985, Robbins regresó a Case Western Reserve como decano emérito y profesor emérito distinguido de la universidad. Siguió siendo un fijo en la facultad de medicina hasta su muerte en 2003. 

## Muerte
Robbins falleció el 4 de agosto de 2003 a causa de una insuficiencia cardiaca congestiva en Cleveland.
Su esposa, Alice N. Robbins, falleció en 2016. Era hija del premio Nobel John Howard Northrop.

## Premios y reconocimientos
Robbinns fue galardonado con numerosos grados honorarios y premios de varias instituciones y organizaciones.
1987. "Premio Abraham Flexner por servicios distinguidos a la educación médica. Frederick C. Robbins, M.D". Revista de Educación Médica. 63 (2): 121-2. 1988. doi:10.1097/00001888-198802000-00006. PMID 3276892.
Entre los honores relacionados con la Universidad Case Western Reserve figuran: el Premio Especial de la Junta Directiva de la Asociación de Exalumnos de la Facultad de Medicina en 1993, un doctorado honorario de grado científico en 1992 y el primer Premio Frank y Dorothy Humel Hovorka en 1994, otorgado por logros excepcionales en enseñanza, investigación y servicio.
La Sociedad Frederick C. Robbins de la Facultad de Medicina lleva su nombre en su honor.
En 1999, Robbins recibió la Medalla Benjamin Franklin a los Logros Distinguidos en las Ciencias de la Sociedad Filosófica Americana.

## Para más información
- Zetterström, Rolf; Lagercrantz Hugo (2006). «J.F. Enders (1897–1985), T.H. Weller (1915–) and F.C. Robbins (1916–2003): a simplified method for the multiplication of poliomyelitis virus. Dreams of eradicating a terrifying disease». Acta Paediatr. 95 (9): 1026-8. PMID 16938745. S2CID 30811791. doi:10.1080/08035250600900073.[6]
- Bendiner, E (1982). «Enders, Weller, and Robbins: the trio that 'fished in troubled waters'». Hosp. Pract. (Off. Ed.) 17 (1): 163, 169, 174-5 passim. PMID 6295913. doi:10.1080/21548331.1982.11698030.
- Marshall, E (1980). «Institute of Medicine names Robbins president». Science 207 (4436): 1184-5. Bibcode:1980Sci...207.1184M. PMID 6986655. doi:10.1126/science.6986655.
- Sulek, K (1968). «[Nobel prizes for John F. Enders, Frederick Ch, Robbins and Thomas H. Weller in 1954 for discovery of the possibility of growing poliomyelitis virus on various tissue media]». Wiad. Lek. 21 (24): 2301-3. PMID 4303387.